# Banda Carità
Banda Carità è la denominazione gergale con la quale durante la Repubblica Sociale Italiana divenne noto il Reparto dei Servizi Speciali di Firenze, poi rinominato Ufficio Polizia Investigativa, inizialmente dipendente dalla Milizia Volontaria per la Sicurezza Nazionale, fondato e capeggiato da Mario Carità, nel corso dell'ultimo biennio della seconda guerra mondiale.
Fu il gruppo che inflisse i maggiori danni all'organizzazione partigiana in Toscana e nel Veneto. Era il braccio armato dell'antiresistenza e i suoi metodi erano brutali e includevano attentati, infiltrazioni, provocazioni, esecuzioni sommarie e l'uso costante della tortura. Inoltre cercavano di corrompere i fiancheggiatori e persino i partigiani. Un caso classico era l'infiltrazione nelle bande partigiane o l'assassinio dell'élite intellettuale (come fece all'Università di Padova). Secondo la testimonianza del tenente Giovanni Castaldelli, lo scopo era quello di «creare una polizia militare con il compito di scoprire e contrastare ogni favoreggiamento ai piani militari del nemico».

## Storia

### Contesto
In seguito all'armistizio di Cassibile annunciato l'8 settembre, l'esercito tedesco occupava l'Italia settentrionale e centrale. Mussolini insediò la Repubblica Sociale Italiana (RSI), controllata di fatto dalla Germania. La resistenza armata partigiana si diffuse. Lo scontro bellico tra forze alleate che risalivano la penisola e l'esercito tedesco generò al suo interno una guerra civile, che si diffuse in tutta l'Italia centro-settentrionale. L'esercito nazista attuò una strategia del terrore, dirigendo le forze della RSI verso le forze partigiane e la popolazione civile. La prospettiva crescente di sconfitta alimentò un'ondata di repressione e violenza da parte delle forze della RSI, che si muovevano con una logica squadrista tra rastrellamenti, delazioni, arresti, torture, uccisioni e deportazioni che colpirono sia partigiani sia civili. Lo scontro fu costellato da centinaia di eccidi. Tra le forze della RSI, il reparto del maggiore Mario Carità si distinse nella repressione delle reti clandestine e nella tortura, in sinergia con SS e Polizia politica nazista.

### Firenze: la costituzione del Reparto Servizi Speciali
Il 17 settembre 1943, in seguito alla liberazione di Mussolini, a Firenze fu ricostituita la 92ª Legione Camicie Nere della Milizia Volontaria per la Sicurezza Nazionale (in dicembre confluita con altri corpi nella Guardia Nazionale Repubblicana) e, al suo interno, venne creato l'R.S.S. (sigla di Reparto dei Servizi Speciali), una sorta di ufficio politico investigativo, con ampia autonomia operativa.
Il comandante, il Seniore Mario Carità, era supportato da uno stato maggiore formato dal colonnello della Regia aeronautica Gildo Simini, dal capitano Roberto Lawley, dai tenenti Pietro Koch, Eugenio Varano, Armando Tela e Ferdinando Manzella. Il reparto diventerà famoso come "la Banda Carità", nota per le violenze e le torture, che contava su un organico di circa di una sessantina di elementi, suddivisi in tre squadre: la "Manente", comandata da Erno Manente, che si autodefiniva "la squadraccia degli assassini"; la "Perotto", chiamata anche "la squadra della labbrata", e infine la squadra dei quattro santi. Il reparto, in coordinamento con le SS, assunse in seguito la denominazione ufficiale di "Ufficio Polizia Investigativa". Formalmente irregimentato come organo della Polizia Repubblicana, dipendeva operativamente dai comandi Ordnungspolizei SS in Italia.
Il primo quartier generale del reparto a Firenze fu in un villino requisito a una famiglia israelita, in via Benedetto Varchi, al numero civico 22. Si trasferì poi a villa Malatesta, in via Ugo Foscolo ed infine nel gennaio 1944 presso il famigerato stabile, chiamato in seguito "Villa Triste", in Via Bolognese al numero 67, in quello che oggi è Largo Fanciullacci. La formazione ebbe a disposizione presidi anche presso il Parterre di piazza Ciano, l'Hotel Excelsior e l'Hotel Savoia, oltre alla facoltosa dimora della famiglia Carità in via Giusti, frutto di un sequestro ai danni di un agiato ebreo fiorentino. Carità si spostava fra i vari presidi in abiti borghesi e impiegava diverse auto percorrendo sempre itinerari differenti, e se necessario sotto la copertura di un'autoambulanza, costantemente sotto scorta della sua guardia del corpo Antonio Corradeschi insieme ad altri due militi armati di mitra.
Carità, come altri capi fascisti (per esempio Gino Bardi, Gaetano Colotti, Guglielmo Pollastrini) aveva una visione di netta intransigenza nel rinato spirito fascista repubblicano della RSI. La sua rabbia si concentrava non solo contro gli antifascisti ma anche contro la vecchia classe dirigente fascista del periodo del ventennio; significativa era la sua avversione al filosofo Giovanni Gentile. Infatti Gentile, un tempo "filosofo ufficiale del fascismo" e aderente comunque alla RSI, disapprovò gli eccessi criminali di Carità che allora operava a Firenze, minacciando di denunciarlo, tanto che in un primo tempo si pensò che l'attentato che costò la vita a Gentile - in realtà eseguito da gappisti comandati da Bruno Fanciullacci - fosse stato commesso proprio da componenti della banda, allo scopo di porre fine alle proteste del filosofo verso le loro violenze.
L'azione della Banda fu talmente efferata che Carità dovette perfino, il 14 dicembre 1943, scrivere una lettera di giustificazione a Mussolini, al quale ricordò che solo con la violenza era diventato Duce.

### Attività nel Veneto e a Padova
Dopo lo sfondamento del vallo difensivo germanico da parte delle Forze Alleate, il maggiore e la sua unità smobilitarono da Firenze lasciando la banda in mano al suo braccio destro Giuseppe Bernasconi - e ripiegarono verso il nord dopo aver rapinato 55 milioni di lire dalla sede cittadina della Banca d'Italia e saccheggiato il tesoro della Sinagoga, una galleria di quadri, oltre a mobili e preziosi delle famiglie ebree. 
Dopo l'attività svolta a Firenze si trasferì prima nel rodigino a Bergantino e successivamente, su richiesta del questore Menna, a Padova dove operò presso Palazzo Giusti, in via san Francesco 55, dal luglio del 1944 fino alla fine della guerra con la nuova denominazione di "Comando Supremo Pubblica Sicurezza e Servizio Segreto in Italia - Reparto Speciale Italiano" alle dirette dipendenze della SS. L'attività di polizia che Carità con il suo RSS svolse a Padova non fu quella di una normale formazione militare della RSI, ma ebbe un obiettivo di guerra "non convenzionale". Il suo ruolo era più politico che militare ed operò con azioni di raccolta di informazioni e di infiltrazione tra i resistenti.
L'attività era poco eclatante tanto che si era creato un alone di mistero attorno a lui e alla sua struttura. Il 25 aprile 1945 il Reparto (che alla fine di febbraio era passato sotto il comando tedesco con il nome di Reparto Speciale Italiano) si disciolse. La formazione «si sciolse il 27 aprile 1945, alle ore 16 e 30».
Alla Liberazione buona parte dei componenti fuggirono seguendo le truppe tedesche in ritirata, ma diversi furono catturati nel mese di maggio. Carità non tentò di fuggire oltre frontiera ma si rifugiò in un paesino verso l'Alpe di Siusi, a Castelrotto, a circa 30 km da Bolzano. Nella notte tra il 18 e il 19 maggio 1945, nel tentativo di sottrarsi alla cattura, fu ucciso in un conflitto a fuoco da due militari americani. Le versioni della sua morte sono diverse e contrastanti.
Alle attività della Banda Carità nella città di Padova è dedicato il podcast "Dietro gli scuri. L'ultimo inverno della Banda Carità", realizzato da Giulia Cupani e Sara Clementi, con il patrocinio di ANPI Padova e del Centro di Ateneo per la storia della Resistenza e dell'Età Contemporanea dell'Università di Padova.

### Procedimenti giudiziari

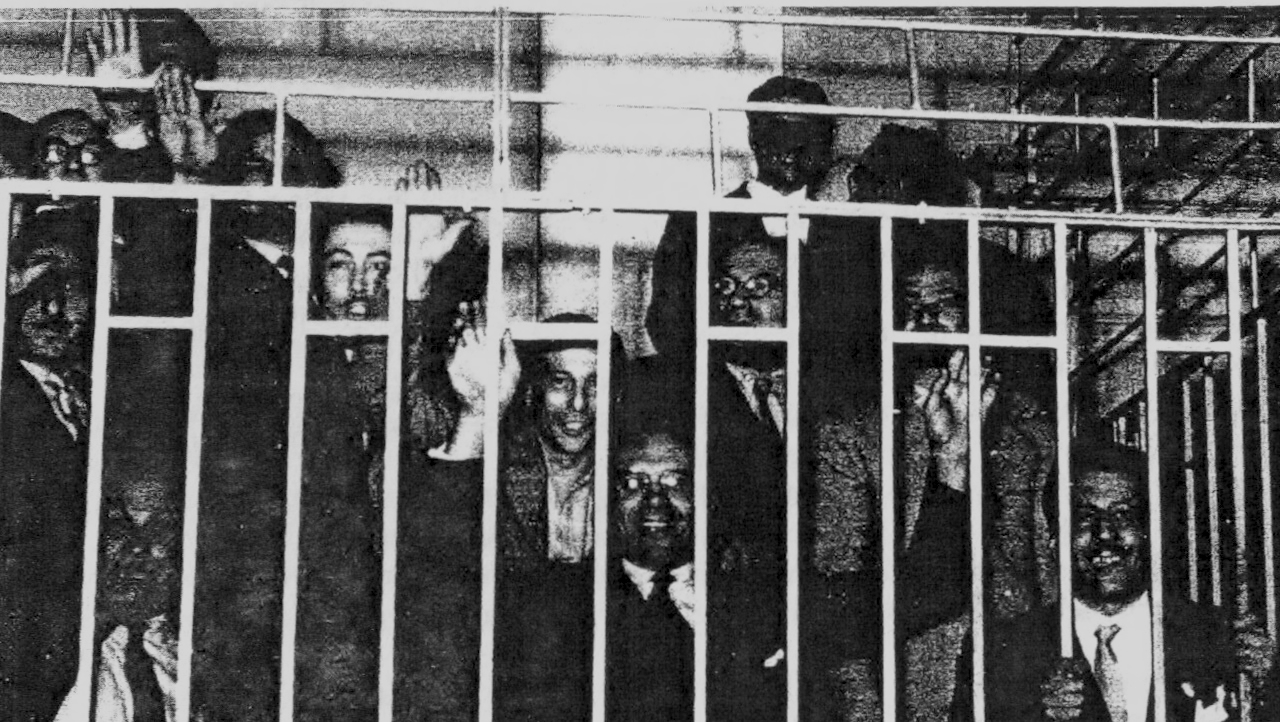
Membri della banda Carità a processo presso la corte di assise di Lucca, aprile 1951.

Dopo la Liberazione, membri della banda vennero processati dinanzi alla Corte d’assise straordinaria di Padova: il processo si concluse il 3 ottobre 1945. Uno dei membri venne condannato a morte e fucilato.
L'iter giudiziario successivo e i suoi esiti lievi per gran parte dei membri della banda fu sintomatico del trend giudiziario generale che prevalse dalla fine del 1945 e venne consolidato con l'esecuzione del decreto di amnistia del 1946. Il processo di secondo grado tenuto presso la Corte d'assise di Lucca nel maggio-luglio 1951 fece ampio ricorso all'amnistia, e produsse la scarcerazione di una trentina di individui colpevoli di gravi reati e violenze degradanti.
Tra coloro che nel giro di pochi anni beneficiarono di esiti giudiziari lievi furono anche i militi accusati di sevizie e torture Castaldelli e Tecca: essi nel 1945 furono condannati alla fucilazione per collaborazionismo con sequestro di persona ai danni di membri della resistenza che, dopo sevizie, erano stati consegnati per la deportazione in Germania. La Cassazione l’8 gennaio 1946 annullò la sentenza per difetto di motivazione con rinvio per nuovo giudizio alla Sezione speciale della Corte d’assise di Venezia. Il 29 maggio 1947 Castaldelli fu amnistiato dall'imputazione di sequestro di persona e condannato a 24 anni per gli altri reati; nel 1949 la Cassazione condonò un terzo della pena; il 28 luglio 1951 la Corte d’assise di Lucca gli inflisse 12 anni di reclusione per i reati perpetrati in Toscana, ma nel 1953 la Corte d’appello di Bologna ridusse la condanna a 2 anni, dichiarò la pena estinta e lo scarcerò.
Lievi esiti ebbe anche il milite Enrico Trentanove, specialista in tortura con i cavi elettrici. La Cassazione concesse l'amnistia avvalendosi della caratterizzazione delle sevizie come non "particolarmente efferate", come previsto dal decreto di amnistia del 1946 per escludere i reati più gravi dai benefici. Egli venne ancora imputato per collaborazionismo e sevizie da parte della Corte di Assise Straordinaria di Firenze nel 1947, ma venne nuovamente amnistiato.
La figlia di Carità, Franca, fu condannata a 16 anni e non fu amnistiata. La sorella del maggiore Carità, Isa, uscì assolta.

## Teatro
Il dramma Storie di Villa Triste è l'opera teatrale, scritta da Nicola Zavagli, che ricostruisce il processo alla banda Carità. Messa in scena per la prima volta nel 2005 a Firenze, è replicata negli anni successivi in varie città italiane, dalla Compagnia Teatri d'Imbarco.